# New England Patriots 1993
La stagione 1993 dei New England Patriots è stata la 24ª della franchigia nella National Football League, la 34ª complessiva e la primacon con Bill Parcells come capo-allenatore. Con la prima scelta assoluta nel Draft NFL 1993, la squadra scelse il quarterback Drew Bledsoe, nominandolo titolare. La stagione fu accompagnata da voci su un imminente trasferimento a St. Louis e la ridenominazione in "Stallions". La squadra invece alla fine fu ceduta all'allora semi-sconosciuto Robert Kraft da James Orthwein, che mantenne la franchigia nel New England.

## Calendario
| Turno | Data               | Avversario             | Risultato          | Pubblico           |
| ----- | ------------------ | ---------------------- | ------------------ | ------------------ |
| 1     | 5/9/1993           | at Buffalo Bills       | S 38–14            | 79,751             |
| 2     | 12/9/1993          | Detroit Lions          | S 19–16 (DTS)      | 54,151             |
| 3     | 19/9/1993          | Seattle Seahawks       | S 17–14            | 50,392             |
| 4     | 26/9/1993          | at New York Jets       | S 45–7             | 64,836             |
| 5     | Settimana di pausa | Settimana di pausa     | Settimana di pausa | Settimana di pausa |
| 6     | 10/10/1993         | at Phoenix Cardinals   | V 23–21            | 36,115             |
| 7     | 17/10/1993         | Houston Oilers         | S 28–14            | 51,037             |
| 8     | 24/10/1993         | at Seattle Seahawks    | S 10–9             | 56,526             |
| 9     | 31/10/1993         | at Indianapolis Colts  | S 9–6              | 46,522             |
| 10    | 7/11/1993          | Buffalo Bills          | S 13–10            | 54,326             |
| 11    | Settimana di pausa | Settimana di pausa     | Settimana di pausa | Settimana di pausa |
| 12    | 21/11/1993         | at Miami Dolphins      | S 17–13            | 59,982             |
| 13    | 28/11/1993         | New York Jets          | S 6–0              | 42,810             |
| 14    | 5/12/1993          | at Pittsburgh Steelers | S 17–14            | 51,358             |
| 15    | 12/12/1993         | Cincinnati Bengals     | V 7–2              | 29,794             |
| 16    | 19/12/1993         | at Cleveland Browns    | V 20–17            | 48,618             |
| 17    | 26/12/1993         | Indianapolis Colts     | V 38–0             | 26,571             |
| 18    | 2/1/1994           | Miami Dolphins         | V 33–27 (DTS)      | 53,883             |

## Classifiche
| AFC East             | AFC East | AFC East | AFC East | AFC East | AFC East | AFC East | AFC East |
|                      | V        | S        | P        | %        | PF       | PS       | Str.     |
| -------------------- | -------- | -------- | -------- | -------- | -------- | -------- | -------- |
| (1) Buffalo Bills    | 12       | 4        | 0        | .750     | 329      | 242      | V4       |
| Miami Dolphins       | 9        | 7        | 0        | .563     | 349      | 351      | S5       |
| New York Jets        | 8        | 8        | 0        | .500     | 270      | 247      | S3       |
| New England Patriots | 5        | 11       | 0        | .313     | 238      | 286      | V4       |
| Indianapolis Colts   | 4        | 12       | 0        | .250     | 189      | 378      | S4       |